# Fuzzball (logiciel)
Pour les articles homonymes, voir Fuzzball.
Fuzzball est un logiciel de routage développé par David L. Mills.

## Historique
Le logiciel Fuzzball est écrit par David L. Mills, de l'université du Delaware. Il comporte un système d'opération et une bibliothèque d'applications. Il est développé pour les ordinateurs PDP-11. Prévu initialement comme plate-forme de développement et boîte à outils de recherche pour le réseau Internet DARPA/NSF, il est ensuite utilisé dans le domaine commercial.
Il est installé sur les premiers routeurs modernes d'Internet, une cinquantaine d'ordinateurs DEC LSI-11, au début des années 1980. Il sert, sur le réseau de la Fondation nationale pour la science à 56 kb.s-1, à tester les premiers protocoles Internet.